# Ángel Báez
Ángel Custodio Báez Rivera (Coquimbo, 8 de agosto de 1894-Coquimbo, 21 de septiembre de 1920) fue un futbolista chileno que se desempeñaba como delantero. Jugador del Thunder de Coquimbo, participó con la selección de Chile en el Sudamericano de 1916, donde marcó el primer gol chileno en un Campeonato Sudamericano.

## Trayectoria
Nacido en el sector de Guayacán, Báez destacó como jugador de Thunder de Coquimbo, conformado en parte por empleados del ferrocarril, en donde llegó a ser capitán del equipo en 1915. Representó a la ciudad en diversos encuentros frente a la vecina ciudad de La Serena y contra Valparaíso. En 1917 cumplió labores directivas en Thunder y fue premiado como el mejor jugador de la entonces provincia de Coquimbo.
Entre 1915 y 1919 también representó al equipo de la ciudad de Ovalle. En la liga de fútbol de esa localidad jugó en el Arco Iris en 1919. En 1920 Báez regresó a Coquimbo, en donde murió de tuberculosis.

## Selección nacional
Báez hizo dos apariciones con la selección de Chile en el Campeonato Sudamericano de 1916 de Buenos Aires, y marcó el gol en la derrota por 1-6 contra Argentina, el primer gol de Chile en la historia del Campeonato Sudamericano. Hizo una segunda aparición en el empate 1-1 frente a Brasil.
De forma errónea, algunas fuentes citan como autor del primer gol a Telésforo Báez. El jugador de Santiago Wanderers y miembro de la delegación chilena en el Sudamericano de 1919, no participó del Sudamericano de 1916, y probablemente fue confundido con Ángel por los diarios de Valparaíso de la época. Además, Telésforo fue suspendido durante 1916 por un acto de indisciplina realizado en octubre de 1915.

### Participaciones en el Campeonato Sudamericano
| Torneo                       | Sede      | Resultado    | Partidos | Goles |
| ---------------------------- | --------- | ------------ | -------- | ----- |
| Campeonato Sudamericano 1916 | Argentina | Cuarto lugar | 2        | 1     |
| Total                        | Total     | Total        | 2        | 1     |

## Clubes
| Club                | País  | Año      |
| ------------------- | ----- | -------- |
| Thunder de Coquimbo | Chile | ...-1918 |
| Arco Iris de Ovalle | Chile | 1919     |